# Ясеновац (лагерь смерти)
Ясе́новац (хорв. Jasenovac) — система лагерей смерти, созданная усташами в мае 1941 года. Располагалась на территории Независимого государства Хорватия (НГХ), в 60 км от Загреба. Ясеновац был самым крупным лагерем смерти НГХ. По разным оценкам, хорватскими усташами в нём было убито от 83 000 до более 700 000 человек — сотни тысяч сербов, а также тысячи евреев и цыган.

## Предыстория
В годы Второй мировой войны на территории оккупированного Королевства Югославия вёлся геноцид сербов, евреев и цыган, а также преследование и дискриминация вышеуказанных народов. Основными организаторами геноцида были фашистский режим усташей в Независимом Государстве Хорватия (НГХ) и немецкая оккупационная администрация.
Значительная часть жертв геноцида погибла или пострадала в многочисленных концлагерях, созданных хорватскими усташами. Сразу после провозглашения нового государства усташи начали создавать лагеря двух типов: депортационные и концентрационные. В первые людей отправляли для последующей депортации в Сербию и т. д. Такие лагеря находились в Цапраге близ Сисака, Бьеловаре и Славонска-Пожеге. Вторые стали местом массовых убийств и символом террора со стороны усташей.
В апреле — мае 1941 года в НГХ начинают создаваться первые концлагеря. Они были узаконены 23 ноября того же года под названием «Лагеря интернирования и работ» специальным постановлением Павелича и Артуковича. Лагеря были разбросаны по всем территориям, которые контролировали усташи. Из них только 2 просуществовали до конца войны — в Ясеноваце и Стара-Градишке. Управление ими возлагалось на «Усташскую службу надзора». Первым управляющим лагерями стал Мийо Бабич, но в июне 1941 года он был убит сербскими партизанами. Его заменил новый усташский функционер Векослав Любурич, остававшийся на своей должности до конца войны.

## История
Концлагерь Ясеновац был создан в мае 1941 года. Он представлял собой комплекс из пяти тесно связанных между собой лагерей, известных под номерами с I по V.
Лагерь I располагался у села Крапье в 12 километрах к западу от Ясеноваца. Лагерь II был расположен на берегах Савы и Струги, около 3 километров к северо-западу от Ясеноваца, у дороги между ним и Брочице. Лагерь III размещался на бывшем кирпичном заводе Озрена Бачича, в устье реки Лони, в трёх километрах вниз по течению от Ясеноваца. Лагерь IV находился в самом городе, на фабрике «Козара». Лагерь V находился в Стара-Градишке.
Первоначально он состоял из бараков, которые были построены его первыми заключенными. Лагерь состоял из четырех секций, предназначенных для сербов, евреев, заподозренных в нелояльности хорватов и цыган. Первоначально он был рассчитан на 4000 узников. Спустя некоторое время комплекс был расширен строительством лагеря II. В ноябре 1941 года вышедшие из берегов реки Сава и Струг затопили лагерный комплекс, после чего узники построили лагерь III. В ходе строительства примерно 650 из них не смогли выполнять тяжелые работы и были убиты железными молотами и топорами. В декабре 1941 года, перед визитом в лагерь иностранных журналистов, которых сопровождала делегация от властей НГХ, начальник концлагеря Векослав Любурич приказал отобрать 400 детей в возрасте от 4 до 14 лет, которым был предоставлен специальный барак, где преподаватели из числа других узников учили их читать, писать и петь. Через четыре дня после осмотра лагеря журналистами эти дети и их преподаватели были убиты.
На протяжении своего существования лагерь непрерывно пополнялся узниками, многих из которых сразу же убивали. Заключенные Ясеноваца каждый день рыли ямы для захоронения убитых. Некоторые тела тюремщики лагеря выбрасывали в Саву или Струг.
В конце января 1942 года концлагерь посетила очередная группа журналистов и наблюдателей. Один из них, итальянец Альфио Руссо, безуспешно пытался поговорить с узниками, которым было запрещено отвечать на вопросы посетителей. Руссо так описал увиденное в Ясеноваце:
Каждый день прибывают только что пронумерованные новые жильцы, каждый день другие покидают лагерь, умерев от страданий и изнурения
Помимо журналистов лагерь посещали также секретарь дипломатического представительства Ватикана Джузеппе Мазуччи и секретарь архиепископа Степинаца Степан Ласкович. Однако они не высказали каких-либо замечаний о лагере.
В январе — феврале 1942 года в Ясеноваце были установлены две новые кремационные печи, спроектированные усташским полковником Хинко Пичилли. Они проработали безостановочно до мая того же года, когда были остановлены по неизвестной причине. За это время в них сожгли 15 000 тел.
24 августа 1942 среди надсмотрщиков лагеря прошли соревнования по убийствам заключённых. На них победил Петар Брзица, член католической организации «Крижари», который специальным ножом «сербосеком» перерезал горло за один день 1360 заключённым. За это из рук капеллана лагеря он получил золотые часы, от администрации лагеря — серебряный сервиз, и от усташей, служивших с ним в лагере — печёного поросёнка и вино.
19 ноября 1943 года около 800 евреев были переправлены через реку Саву, где надсмотрщики заставили их выкопать несколько ям. Затем все они были забиты дубинами и закопаны в этих же ямах. В конце ноября того же года новый начальник лагеря Ивица Маткович провел эксперимент над 160 людьми, в основном бывшими преподавателями. Его целью было выяснить, сколько времени человек продержится без еды и воды. Большинство из них умерли в первые же дни, около 40 человек выжили, питаясь полевой травой. Было зафиксировано и поедание мяса мёртвых. Перед Рождеством они попытались бежать, переплыв Саву. 35 человек были пойманы и заперты в бараках голыми, после чего умерли от обморожения.
В декабре 1944 — апреле 1945 усташи ускорили уничтожение узников Ясеноваца. 15 000 новых заключённых были уничтожены в лагере сразу после прибытия. Тех из них, кто выжил, заставляли хоронить тысячи трупов. Затем усташи подожгли часть лагеря, чтобы скрыть следы преступлений. 22 апреля последние уцелевшие узники предприняли две попытки совершить побег. Первая попытка произошла в 10:00 в лагере III, из 1000 узников спаслись примерно 80. Вторая состоялась в лагере IV около 20:00, из 167 человек уцелели 11.
23 апреля 1945 года партизаны 25-й ударной горной бригады 28-й дивизии 2-й югославской армии заняли лагерь V. 2 мая подразделения 4-й сербской бригады 21-й сербской ударной дивизии 1-й югославской армии освободили оставшуюся территорию лагерного комплекса.

## Количество жертв. Увековечивание памяти о них
Точное количество жертв системы лагерей Ясеноваца неизвестно. При этом, в работах историков, посвящённых Ясеновацу, встречаются совершенно разные цифры.
Наименьшие цифры жертв в 1980-е годы опубликовали черногорский историк Боголюб Кочович и хорватский историк Владимир Жерьявич. Согласно их данным, в Ясеноваце было убито около 83 000 сербов. Сайт мемориального музея лагеря смерти сообщает, что по состоянию на март 2013 года были известны имена 83 145 жертв.
Относительно схожие цифры количества погибших в Ясеноваце называет сайт Мемориального музея Холокоста, согласно его данным, в Ясеноваце погибло от 77 000 до 99 000 сербов, евреев, цыган и хорватов. В работах сербских историков называются гораздо большие цифры.
Согласно данным сайта Мемориального музея Ясеноваца, кроме сербов, евреев, цыган и хорватов в лагере также убивали боснийских мусульман, словенцев, словаков, чехов, украинцев, русинов, итальянцев, немцев, венгров, черногорцев, поляков и румын.
Архиерейский собор Сербской православной церкви прославил собор новомучеников Ясеновацких. Их имена включены в месяцеслов Русской Православной Церкви с установлением празднования их памяти 31 августа (13 сентября). Среди погибших в концлагере был канонизированный в 1998 году Вукашин Ясеновацкий.
Во время распада Югославии территория концлагеря Ясеновац и устроенный там мемориал были временно заброшены. В ноябре 1991 года бывший заместитель директора мемориала Симо Брбар забрал музейные документы и перевёз их в Боснию и Герцеговину, где хранил их вплоть до того, как в 2001 году с помощью сил SFOR и тогдашнего руководства Республики Сербской передал в Американский мемориальный музей Холокоста.
Также во время Распада Югославии сербский военный певец Неджо Костич посвятил жертвам концлагеря песню «Јасеновац» из альбома «Освети ме сине».
В апреле 2005 года в Нью-Йорке был открыт памятник жертвам Ясеноваца — единственный публичный монумент в их память за пределами Балкан.
Мемориальный музей в самом Ясеноваце был вновь открыт в ноябре 2006 года. В нём представлена новая экспозиция, оформленная хорватским архитектором Хеленой Павер Ньирич, получившей за свою работу первый приз Загребского архитектурного салона 2006 года. Над экспозицией установлены стеклянные панели с именами погибших.

### В кино
- «Кровь и пепел Ясеновца[серб.]» (серб. Крв и пепео Јасеновца) (1983) — документальный фильм реж. Лордан Зафранович[серб.]
- В 2015 году трагедии узников концлагеря Ясеновац был посвящён фильм «Югославия. Кровь за кровь» из 10-серийного цикла «Освобожденная Европа» (телеканал ОНТ, Республика Беларусь, режиссёр — Илья Баранов, авторы сценария — Борис Герстен, Вячеслав Бондаренко)
- «Завещание[англ.]» (серб. Zaveštanje) (2016) — документальный фильм реж. Ивана Йовича[серб.]
- «Дневник Дианы Будисавлевич[англ.]» (хорв. Dnevnik Diane Budisavljević) (2019) — художественный фильм реж. Дана Будисавлевич
- «Дара из Ясеноваца» (серб. Дара из Јасеновца) (2020) — художественный фильм реж. Предрага Антониевича
- «Республика Сербская: Борьба за свободу[англ.]» (серб. Република Српска: Борба за слободу) (2022) — документальный фильм реж. Борис Малагурски[англ.]

- Памятник жертвам Ясеноваца
- Таблица с количеством жертв
- Поезд, доставлявший узников в лагерь
- Монастырь Ясеновац, посвященный Ясеновацким новомученикам